# Щербинин, Сергей Кузьмич
Сергей Кузьмич Щербинин (15 декабря 1950, Ирбит, Свердловская область — 31 марта 2023) — советский и российский спортсмен и тренер по мотоспорту. Заслуженный тренер России, мастер спорта СССР международного класса, почётный гражданин города Ирбит. Одиннадцатикратный чемпион СССР и России по мотоциклетному спорту на мотоциклах с коляской.

## Биография
Родился 15 декабря 1950 года в городе Ирбит Свердловской области в многодетной семье Валентины Игнатьевны и Кузьмы Григорьевича Щербининых. Окончил Ирбитский мотоциклетный техникум, параллельно обучаясь в мотоциклетном кружке, тогда же впервые участвовал в местных соревнованиях. В 1968 году начал работать на мотоциклетном заводе в Ирбите.
В 1969―1971 годах служил в рядах Советской армии, был направлен в Группу советских войск в Германии, получил звание сержанта. В 1971―1978 годах работал на мотоциклетном заводе испытателем спортивных мотоциклов. В 1972 году вместе с С. Лыжиным участвовал в чемпионате СССР по мотокроссу и был удостоен серебряной медали.
В 1978―1980 годах работал инструктором в ОС ДОСААФ Свердловска. В 1981―1991 годах служил в Центральной группе войск, выступал за Спортивный клуб армии (СКА). В 1983 году вместе с Евгением Титовым стал чемпионом СССР.
В 1991—1999 годах возглавлял спортивно-технический клуб на Ирбитском мотоциклетном заводе. Тогда же стал приобщать к мотокроссу своего сына, Е. С. Щербинина. После нескольких лет тренировок в 1995 году взял его вместе с собой в экипаж на международные соревнования по трековым гонкам, однако во время гонки мотоцикл сломался во время виража. За годы тренерской работы подготовил целую плеяду гонщиков страны, в том числе: чемпионы Европы Е. Щербинин и С. Сосновских; чемпионы и призёры чемпионатов России, Кубка России, Кубка Национальной лиги спидвея: И. Сайдулин, В. Белоусов, Д. Голошейкин, Р. Кох, А. Бессарабов, Е. Востров, Д. Гвоздев и другие.
С 1999 года занимал должность президента Свердловского областного общественного фонда поддержки и развития спорта. С 2002 года — также вице-президент фонда развития мотоспорта России. В 2012—2014 годах был вице-президентом Федерации мотоциклетного спорта России.
Награждён знаком «За заслуги в развитии физической культуры и спорта» Министерства физкультуры и спорта Российской Федерации, медалью ордена «За заслуги перед Отечеством» II степени и прочими наградами. Почётный гражданин города Ирбит.
В 2012 году был избран депутатом Городской Думы Ирбита от партии Единая Россия.